# Alcis brunneata
Alcis brunneata är en fjärilsart som beskrevs av Heydemann 1938. Alcis brunneata ingår i släktet Alcis och familjen mätare. Inga underarter finns listade i Catalogue of Life.